# Elecciones federales de Canadá de 2004
Las elecciones federales de Canadá de 2004  (formalmente, la 38.ª Elección General de Canadá) se celebraron el lunes 28 de junio de 2004 para elegir a los Miembros del Parlamento de la Cámara de los Comunes de Canadá.
El Partido Liberal fue el triunfador de las elecciones, sin embargo, perdió la mayoría absoluta conseguida por los liberales desde 1993, siendo la primera ocasión desde 1980 en la que el partido ganador debió formar gobierno en minoría.
Por otro lado, el Partido Conservador de Canadá concurrió a sus primeras elecciones, luego de ser fundado en 2003 tras la fusión del Partido Conservador Progresista y la Alianza Canadiense. En estas elecciones, los conservadores consiguieron 99 escaños quedando en segunda posición, una ganancia de 21 diputados respecto a los resultados obtenidos por las dos fuerzas en 2000.
El Bloc Québécois consiguió 54 escaños, ganando 16 respecto a las elecciones del 2000. El Nuevo Partido Democrático también mejoró sus cifras al pasar de los 13 a los 19 diputados. Mientras que un escaño se consiguió de manera independiente.

## Convocatoria
El 12 de diciembre de 2003 Paul Martin asumió el cargo de Primer Ministro tras la renuncia de Jean Chrétien, por lo que se comenzó a hablar de un adelanto electoral para 2004, pese a que la legislación requería convocar elecciones en un periodo de cinco años que finalizaba en 2005. El 23 de mayo de 2004 la gobernadora general de Canadá Adrienne Clarkson disolvió el parlamento y convocó a elecciones.

## Resultados electorales
| Partido                                                                                 | Partido                                | Líder del partido  | Votos      | Votos  | Votos  | Escaños | Escaños | Escaños |
| Partido                                                                                 | Partido                                | Líder del partido  |            | %      | +/− %  |         | %       | +/−     |
| --------------------------------------------------------------------------------------- | -------------------------------------- | ------------------ | ---------- | ------ | ------ | ------- | ------- | ------- |
|                                                                                         | Partido Liberal                        | Paul Martin        | 4,982,220  | 36.73% | -4.12% | 135     | 43.8%   | -39     |
|                                                                                         | Partido Conservador                    | Stephen Harper     | 4,019,498  | 29.63% | -8.05% | 99      | 32.1%   | +21     |
|                                                                                         | Bloc Québécois                         | Gilles Duceppe     | 1,680,109  | 12.39% | +1.67% | 54      | 17.5%   | +16     |
|                                                                                         | Nuevo Partido Democrático              | Jack Layton        | 2,127,403  | 15.68% | +7.17% | 19      | 6.2%    | +6      |
|                                                                                         | Candidatos independientes              | -                  | 64,864     | 0.48%  | +0.05% | 1       | 0.3%    | +1      |
|                                                                                         | Partido Verde                          | Jim Harris         | 582,247    | 4.29%  | +3.48% | -       | -       | -       |
|                                                                                         | Partido Patrimonial Cristiano          | Ron Gray           | 40,335     | 0.30%  | -      | -       | -       | -       |
|                                                                                         | Partido Marihuana                      | Blair Longley      | 33,276     | 0.25%  | -0.27% | -       | -       | -       |
|                                                                                         | Partido Progresista                    | Tracy Parsons      | 10,872     | 0.08%  | -      | -       | -       | -       |
|                                                                                         | Partido Acción Canadiense              | Connie Fogal       | 8,807      | 0.06%  | -0.15% | -       | -       | -       |
|                                                                                         | Partido Comunista (Marxista-Leninista) | Sandra L. Smith    | 8,696      | 0.06%  | -0.03% | -       | -       | -       |
|                                                                                         | Partido Comunista                      | Miguel Figueroa    | 4,426      | 0.03%  | -0.06% | -       | -       | -       |
|                                                                                         | Partido Libertario                     | Jean-Serge Brisson | 1,949      | 0.01%  | -      | -       | -       | -       |
| Votantes                                                                                | Votantes                               | Votantes           | 13,564,702 | 100    |        | 308     | 100.00% |         |
| Participación                                                                           | Participación                          | Participación      | 64.7%      |        |        |         |         |         |
| Fuente: Results Elections Canada Distribution of seats by political affiliation and sex |                                        |                    |            |        |        |         |         |         |